# 秀谷镇
秀谷镇，是中华人民共和国江西省抚州市金溪县下辖的一个乡镇级行政单位。

## 行政区划
秀谷镇下辖以下地区：
金山社区、仰山社区、廷贤社区、春生社区、云林社区、锦绣社区、象山社区、丰收村、北门村、五里村、杨坊村、冠峰村、塘山村、联乐村、褐源村、里吴村、芳源村、先峰村、翠云排村、马街村、港东村和陶家村。